# Antoninus Liberalis

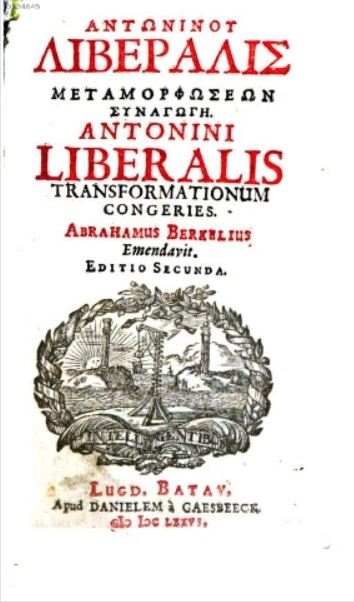
Strona tytułowa Przemian, wersja z 1676 roku

Antoninus Liberalis (prawdopodobnie II wiek n.e.) – grecki mitograf.
Jedyne jego dzieło, które przetrwało do czasów współczesnych, to Metamorphoseis (Przemiany) – zawarty w 41 rozdziałach zbiór fantastycznych opowieści spisanych prozą, zaczerpniętych przeważnie z poetów epoki hellenistycznej, między innymi Nikandra. Dzieło Antoninusa zawiera liczne sentencje poetyckie, które autor zapewne przejął z dostępnych mu źródeł.